# Polidora (mãe de Menéstio)
Polidora, na mitologia grega, foi a mãe do heroi grego Menéstio, um dos comandantes do exército de Aquiles.
Em uma versão, Polidora era filha de Peleu e Antígona. Peleu, após haver assassinado seu meio-irmão Foco com ajuda de Telamon, refugiou-se em Fítia, na corte do rei Euritião, filho de Actor, foi purificado pelo rei, casou-se com sua filha Antígona e recebeu um terço do reino. Polidora seria filha de Peleu e Antígona, e se casou com Borus, filho de Perieres. Polidora, apesar de casada com Borus, teve um filho, Menéstio, com Esperqueu, um deus-rio; Menéstio foi um dos cinco generais que Aquiles levou para a Guerra de Troia.
Em outra versão, Polidora era filha de Perieres, casou-se com Peleu, mas engravidou de Esperqueu, com quem teve Menéstio. J. G. Frazer, tradutor de Pseudo-Apolodoro para o inglês, propôs que Pseudo-Apolodoro teria errado e confundido suas fontes.